# 宁波小百花越剧团
宁波小百花越剧团，位于浙江省宁波市，为浙江省主要的越剧演出团体之一。1951年5月，由佩卿剧团与新艺剧团合并为佩卿姐妹剧团。1956年，改为宁波越剧团，毛佩卿为团长，邢艳芬为副团长。1992年，组建为宁波小百花越剧团。主要演员有小生白银飞、张小君、小旦陈莉萍、赵海英、吴俊、陈珠，老生杨慧月、郑春芬，老旦丁铭焱等。演出剧目有传统剧目《五女拜寿》《盘夫索夫》《孟丽君》《三看御妹》、《血手印》，自创剧目《招驸马》等。